# Malur canós fosc
El malur canós fosc (Amytornis purnelli) és un ocell de la família dels malúrids (Maluridae).

## Hàbitat i distribució
Habita vessants rocosos amb arbusts, al nord d'Austràlia central.